# Curt van de Sandt
Curt van de Sandt, född den 28 juni 1885 i Hamburg, död den 3 augusti 1930 i Plainpalais, var en nederländsk bobåkare. Han deltog vid olympiska vinterspelen 1928 i Sankt Moritz och placerade sig på tolfte plats.